# Генріх I Яворський
Генріх I (1292/1296 — 15 травня 1346) — князь Яворський, Львувецький та Свидницький (1301—1312), після поділу князівства, з 1312 року Яворський і Львувецький, у 1319—1329 роках князь Східної Лужиці та Герлиці, з 1337 року князь Глогувський. Походив з династії Сілезьких П'ястів.

## Життєпис
Генріх був третім (другим з тих, що вижили) сином Яворського і Свидницького князя Болка I Сурового і принцеси Беатріси Бранденбурзької з династії Асканіїв. Оскільки на момент смерті батька в 1301 році він та його брати були ще неповнолітнімм, то вони перебували під опікою їх матері та її брата Германа, маркграфа Бранденбугу; а з 1305 — під опікою свого старшого брата Бернарда. 1307 року він був оголошений повнолітнім, і став допомагати старшому братові в управлінні князівством.
1312 року було здійснено перший розділ батьківської спадщини: Генріх отримав окремий уділ, до якої увійшли Явір і Львувек.
Генріх I, за прикладом свого батька і брата Бернарда, намагався проводити самостійну політику, щоб не потрапити в залежність від сусідніх німецьких правителів. З цією метою він близився з опозицією до влади короля Яна Люксембурзького, тобто вдовою короля Богемії і Польщі Вацлава II, донькою короля Пшемисла II, Богемською і Польською королевою-консордом Ельжбетою Риксою і могутнім магнатом, гетьманом паном Їндрихом з Липи.
1316 року Єлизавета Рикса, всупереч волі короля Яна Люксембурзького, видала свою єдину дитину Агнесу заміж за князя Яворського, що зробило Генріха потенційним претендентом та суперником Яна на Богемську корону. Незабаром після цього, за згодою Ельжбети, Генріх прибув з військом у виділені їй як королеві-вдові землі Градець-Кралове, звідки почав підтримувати противників Яна. Однак через два роки, за посередництва короля Баварського Людвіга IV, Генріх примирився з Яном Люксембурзьким.
Хоча шлюб Генріха і Аґнеси відбувся 1316 року, через родинні зв'язки (у четвертому коліні) між подружжям, була необхідна згода Папи Римського, що була надана лише через сім років.
1319 року помер, не маючи спадкоємця, маркграф Бранденбургу і Лужиці Вальдемар, і з ним перервалася бранденбурзька гілка Асканіїв. Через свою матір Генріх був одним із найближчих родичів покійного маркграфа. Вирішивши отримати частину спадщини, він зайняв Східну Лужицю та Горлиць; у цей час Західну Лужицу з Будишиним захопив Ян Люксембурзький. Король Людовік IV, що став сувереном Бранденбургу після смерті Вальдемара, формально визнав поділ, але Ян Люксембурзький захотів загарбати всю Лужицю, тому в серпні-вересні 1319 між Яном і Генріхом відбулася війна, що завершилася визнанням статус-кво.
1329 року мешканці Горлиці попросили Яна Люксембурзького прийняти їх у Богемське підданство. Генріх погодився і обміняв цю територію на Трутнов і Градец-Кралове. Після цього з Лужицьких міст у Генріха залишилися лише Любань, Житава та Превоз.
4 січня 1337 року Генріх обміняв свої останні володіння в Лужиці на Глогувські землі. Ці обміни зробили Генріха союзником Богемської корони та одним із найпотужніших П'ястівських князів у Сілезії. Також 1337 року в обмін на Конти-Вроцлавськ Генріх склав Яну Люксембургу васальну присягу.
Дружина Генріха померла 1336 року, а його шлюб виявився бездітним. Не маючи спадкоємця, Генріх уклав офіційну угоду зі своїм племінником Болко II (сином Бернарда Свидницького), що дозволило його родичу згодом стати правителем у підконтрольних Генріху землях.
Генріх I Яворський помер між 6 березня і 15 травня 1346 року і був похований у Цистерціанському костелі в Кшешуві.